# Amt Eich
Das Amt Eich, auch Amt Zur Eiche oder Eichgericht, war ein Verwaltungs- und Gerichtsbezirk des ehemaligen Fürstentums Braunschweig-Wolfenbüttel.

## Geographische Lage
Das Amt lag im Westen der Stadt Braunschweig, zwischen der Braunschweiger Landwehr bis etwa zum Flüsschen Aue.
| \| \|                                                                    |
| ------------------------------------------------------------------------ |
| Die Lage des Amts Eich im Fürstentum Braunschweig-Wolfenbüttel, um 1795. |
| Amt Eich · Nördliche Ämter des Fürstentums Braunschweig-Wolfenbüttel     |

## Geschichte

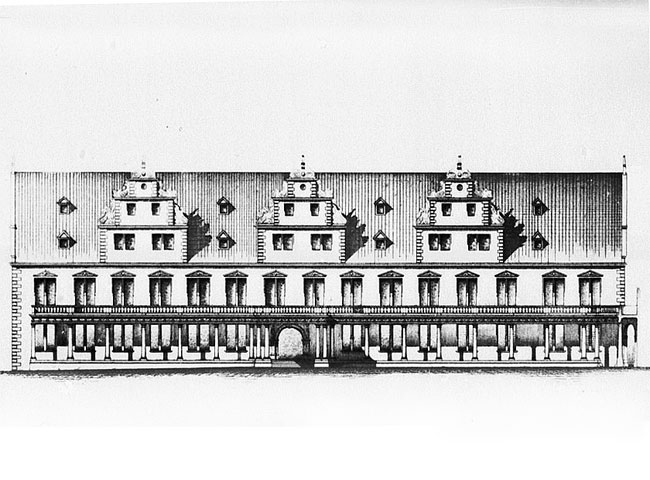
Burg Dankwarderode, Verwaltungssitz des Amtes, um 1720

Um 1440 wurden elf Dörfer des Liergaus zum Verwaltungs- und Gerichtsbezirk „Amt Eich“ zusammengefasst. Das Amt Eich gehörte zu den alten Stammgütern der Brunonen und wurde durch einen Landvogt verwaltet. Verwaltungssitz war die Residenz der Braunschweiger Herzöge, die Burg Dankwarderode. In frühen Urkunden hieß das Amt daher noch Burgamt.

### Krieg um Amt Eich
Im Jahr 1501 verpfändete Herzog Heinrich I. von Braunschweig-Wolfenbüttel (1463–1514), genannt der Ältere, gegen einen Betrag für 5000 Gulden, das Amt Eich an die Stadt Braunschweig. Heinrich II. (1489–1568) bot 1550 die Einlösung des Pfands an und forderte die Rückgabe, wurde jedoch von der Stadt abgewiesen. Die folgenden kriegerischen Auseinandersetzungen führten zur Plünderung und Verwüstung des Klosters Riddagshausen durch städtische Truppen und am 14. Juli 1550 zur Belagerung der Stadt durch den Herzog. Nach Intervention Kaiser Karls V. wurde am 8. September ein Waffenstillstand beschlossen.
Durch einen Vergleich im Jahr 1553 vereinbarten Stadt und Herzog zunächst die Rückgabe der Dörfer. Das geschah jedoch erneut nicht. Dagegen wurde 1569 sogar die Stadt, in Person der beiden Bürgermeister der Alten Wiek und des Hagen, durch Herzog Julius (1528–1589) mit dem Amt Eich belehnt. Unter der Verwaltung der Stadt Braunschweig blieb das Amt schließlich bis 1671, als die Epoche der unabhängigen Stadt Braunschweig durch Rückeroberung der Fürsten von Braunschweig-Wolfenbüttel beendet wurde.

### Auflösung
Mit dem Fürstentum Braunschweig-Wolfenbüttel wurde das Amt 1807 in das von Napoleon geschaffene Königreich Westphalen eingegliedert. Das Amt wurde aufgelöst und mit den Ortschaften Vechelde und Lehndorf, als Landkanton Braunschweig-West, ein Bestandteil des Distrikts Braunschweig im Departement der Oker. Im Jahr 1807 hatten die Dörfer insgesamt 5250 Einwohner in 432 Feuerstellen.

## Die Ortschaften des Amtes Eich
Heutige Stadtteile der kreisfreien Stadt Braunschweig:

Broitzem und Rothenburg, Lamme, Timmerlah, Völkenrode, Watenbüttel.
Heutige Ortsteile der Gemeinde Vechelde im Landkreis Peine:

Denstorf, Groß Gleidingen, Klein Gleidingen, Sonnenberg, Wedtlenstedt.
Heutige Ortsteile der Gemeinde Wendeburg im Landkreis Peine:

Bortfeld.
Mit dem Eichenlaub in den Wappen von Denstorf, Lamme und Timmerlah ist die vom Mittelalter bis ins 19. Jahrhundert dauernde Zugehörigkeit zum Amt Eich symbolisiert.

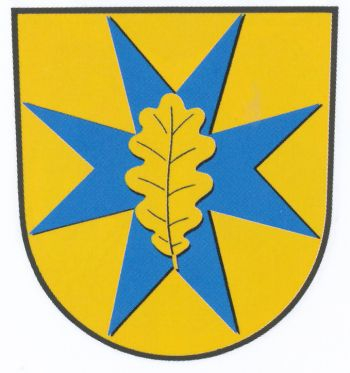
Eichenblatt im Wappen von Denstorf
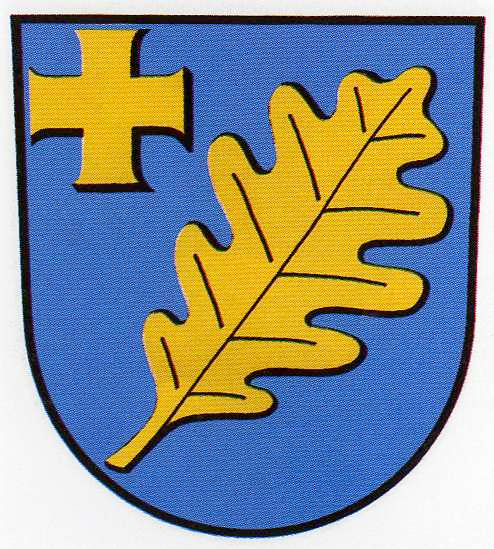
Eichenblatt im Wappen von Lamme
Eichenblätter im Wappen von Timmerlah